# Cuauhtémoc (dzielnica)
Cuauhtémocⓘ – dzielnica Dystryktu Federalnego (miasta Meksyk). Położona w północnej części Dystryktu Federalnego.